# Stróże (powiat Nowosądecki)
Stróże is een plaats in het Poolse district Nowosądecki, woiwodschap Klein-Polen. De plaats maakt deel uit van de gemeente Grybów en telt 3500 inwoners.

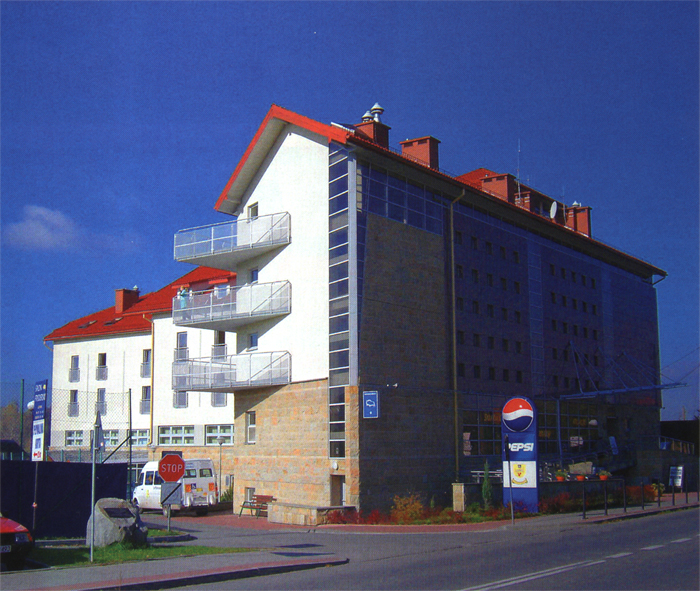
FPON